# Jordbävningen på Kamtjatka 1997
Jordbävningen på Kamtjatka 1997  eller  Jordbävningen på Kronotskij 1997 inträffade den 5 december 1997 klockan 11:26 UTC vid Kamtjatkahalvöns kust. Den uppmättes till Mw 7,7 (7,6-7,8) och kändes med intensiteten MM V i Petropavlovsk-Kamtjatskij. En tsunami på 60 centimeter noterades i Kahului, på 47 centimeter i Hilo, och på 15 centimeter Unalaska. Den lokala tusnamin utlöst av jordbävningen drabbade ett främst obebott område. En undersökning efter tsunamin på Kronotskijhalvön visade att vågen var fem meter hög. Dock visade en senare geologisk undersökning norr om halvön, samt en intervju med en skogvaktare, att vågen var upp till 8 meter längs med kusten vid Lilla och Stora Chazhma-floderna och norr om Storozhfloden. 
Deformationen under och efter jordbävningen mättes med GPS.  Stora förskalv samt självständiga sprickor vid den ursprungliga sprickans södra gräns utlöstes också. 

### Fotnoter
1. ↑  
Person, Waverly J. (5 januari 2010). ”Significant Earthquakes of the World”. earthquake.usgs.gov. United States Geological Survey. Arkiverad från originalet den 7 juni 2011. https://web.archive.org/web/20110607141145/http://earthquake.usgs.gov/earthquakes/eqarchives/significant/sig_1997.php. Läst 12 februari 2011.
2. ↑  Zayakin, Yu. A. and Pinegina, T.K., 1998. Tsunami in Kamchatka on December 5, 1997: p. 257-263 in Gordeev, E.I., Ivanov, B.V. and Vikulin, A.V., eds., 1998. Kronotskoye earthquake of December 5, 1997 on Kamchatka. Petropavlovsk-Kamchatsky: Kamchatkan State Academy of Fishing Marine, 294p. [in Russian with English abstracts and figure captions].
3. ↑  Bourgeois, J., and V.V. Titov, 2001, A Fresh Look at the 1997 Kronosky Tsunami, Trans. European Geophysical Society, Abstracts. Article in preparation.
4. ↑  Bürgmann, R., Kogan, M.G., Levin, V.E., Scholz, C.H., King, R.W. and Steblov, G.M., 2001. Rapid aseismic moment release following the 5 December, 1997 Kronotsky, Kamchatka, earthquake: Geophys. Res. Lett., v. 28, p. 1331-1334.
5. ↑  Slavina, L.B., Pivovarova, N.B. and Levina, V.I., 2007. A study in the velocity structure of December 5, 1997, Mw = 7.8 Kronotskii rupture zone, Kamchatka: : J. Volcanology & Seismology, v. 1, p. 254-262.